# Qooqqut
Qooqqut (o Qôrqut) è un villaggio della Groenlandia di 1 abitante (gennaio 2002). Si trova a 64°16'N 50°54'O; appartiene al comune di Sermersooq.